# Медаља за педесетогодишњицу владавине Николе I
Споменица четрдесетогодишњице владавине краља Николе I 1910. године било је одликовање Књажевине Црне Горе. Установљена је 1910. године поводом педесет година владавине Николе I Петровића Његоша и његовог крунисања за краља.

## Историјат
Године 1910. навршило се педесет година од ступања на власт кнеза Николе. Док је четрдесетогодишњи јубилеј протекао релативно скромно, педесетогодишњица је прослављена раскошно. Самој светковини претходила је интензивна дипломатска активност, чији је крајњи циљ био проглашење Црне Горе краљевином. Унапређење кнежевине у краљевину, односно кнежевске титуле у краљевску, било је Николи I важно ради учвршћивања власти, угрожене од опозиције у земљи и од српске краљевске породице Карађорђевића који су претендовали на црногорски престо. Књаз Никола је прво добио начелну сагласност пријатељских европских дворова, што је довело до ланчаног признавања цијелога свијета. Штавише, у прославу јубилеја активно се укључила цијела Европа. У барску луку упловљавали су ратни бродови Француске, Италије и Аустро-Угарске да поздраве и честитају краљу Николи и искажу почаст Црној Гори. Црногорска је влада добила зајам од енглеске банкарске куће Bulton Brothers & Comp. у износу од 6 милиона перпера. Средства су утрошена за организацију златног јубилеја и завршетак радова на Дому књажеве владе (послије удомаћен назив Владин дом). Основан је посебан Одбор за прославу
састављен од најугледнијих црногорских личности који је преузео сву бригу око церемонијала, избора и дочека гостију, издавања пригодне споменице, јубиларног новца, поштанских марака, медаља, плакета и осталога.
Јубиларнога дана 15. (28.) августа 1910. на Цетињу су се нашли многи представници европских дворова. Дошли су талијански краљевски пар Виторио Емануеле III. и Јелена, бугарски цар Фердинанд I с принцом Борисом, српски престолонасљедник Александар Карађорђевић, грчки краљ Константин I Руски цар Николај II. послао је велике кнезове Николаја и Петра Николајевича Романова са супругама Станом и Милицом, кћерима црногорског краља Николе. Дошао је чак и турски представник Хилми-паша. Цетиње је претворено у сцену: улице су биле освијетљене новом електричном расвјетом, свечано украшене цвијећем, заставама, владарским амблемима и сликама. Одржана је ванредна сједница Народне скупштине, на којој је једногласно прихваћен приједлог Закона о проглашењу књажевине Црне Горе краљевином. Никола је одмах потписао изгласани закон, а влада га је објавила. Тако је 28. августа Црна Гора постала насљедном краљевином, а Никола I њезин краљ. Тај је дан, након бројних и разноврсних свечаности, поздравних говора, полагања камена темељаца и осталих пригодних манифестација, завршен великим ватрометом. Другог дана свечаности су настављене: у поподневним сатима одржани су концерти и позоришне приредбе. Хрватско народно казалиште из Загреба извело је слављеникову драму "Балканска царица". Трећег дана одржане су војне смотре, а велики кнез Николај Николајевич прочитао је телеграм руског цара који је краља Николу промакнуо у фелдмаршала руске војске. Никола је добио скупоцјену маршалску палицу украшену драгим камењем. Чин фелдмаршала био је највиши у руској војсци и ријетко се додјељивао, па је та геста руског двора значила велику подршку црногорском владару. Краљ Никола је том приликом добио највиша румунска и бугарска одликовања Орден Карола I  на огрлици и Орден светих Ћирила и Методија. Његов најстарији син Данило примио је одликовање руским Орденом Светог Андрије Првозваног и Орденом румунске звијезде, а најмлађи син Петар добио је чак четири највиша руска, италијанска, бугарска и француска одликовања (Орден Светог апостола Андреја Првозваног, Врховни ред Пресвете Благовести, Орден Светог Александраа и Орден Легије части).

## Изглед
Учесницима јубиларне прославе педесетогодишњице владавине Николе I. додијељене су пригодне споменице. У бечкој ковници новца наручено је 12.500 позлаћених јубиларних медаља, које су ношене на трокутастој траци
црвено-плаво-бијеле боје. На лицу медаље приказана је глава краља Николе у профилу улијево, овјенчана ловоровим вијенцем. Около уз рубстоји кружни ћирилични натпис: У СПОМЕН ПРОСЛАВЕ ПЕДЕСЕТОГОДИШЊЕ ВЛАДАВИНЕ 1910. Испод главе је ситан потпис аутора: ST. SCHWARTZ. На наличју се налази крст попут оног на Ордену Данила I. Између кракова крста је ловорово лишће. У
три крака крижа датум: 1.АБГ/1860/1910. У централном медаљону крста налази се круна с монограмом: НI, окружена натписом: ЗА ПРИЈЕСТО И ОТАЏБИНУ. Између лијевог и доњег крака крста, уз руб, налази се ситна ознака: PRINZ. Аутори медаље су познати бечки медаљери Стефан Шварц (лице) и Јозеф Принз (наличје). Медаља је пречника 34 мм. Носила се на лијевој страни прса као и остала црногорска одликовања, на трокутастој траци црвено-плаво-бијеле боје. Споменица се носила и на бијелој траци са двије црвене пруге са стране.